# شکم‌گرزان
شکم‌گُرزان (نام علمی: Cordulegastridae) نام یک خانواده از زیرراسته آسیابک است.
به گونه‌های این خانواده معمولاً میخ‌دُم گفته می‌شود.